# 职方外纪

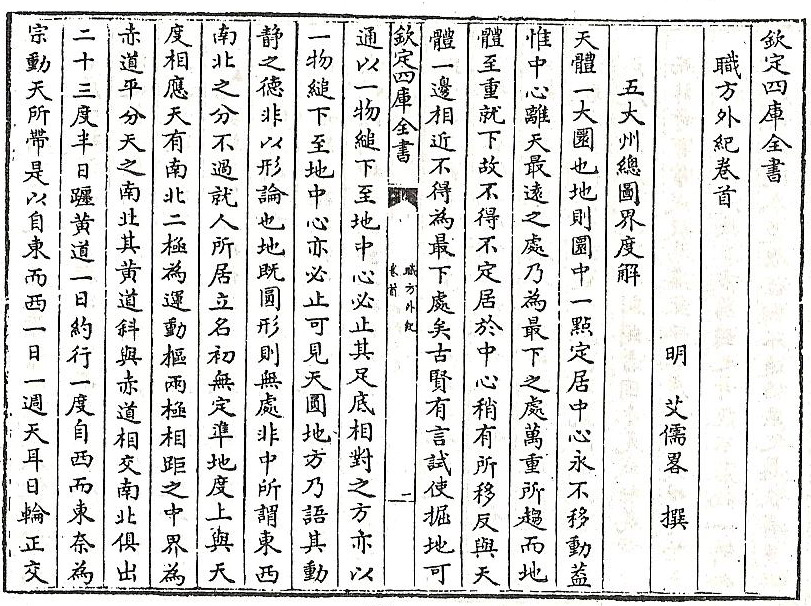
《職方外紀》書影

《职方外纪》是歐洲地理學的代表作，由意大利传教士艾儒略于明天启三年（1623年）根据庞迪我和熊三拔所著的底本编译而成，杨廷筠对该书加以润色。
本書將地球分为「五大州」：亚细亚、欧罗巴、利未亚、亚墨利加以及墨瓦蜡泥加。其中卷四的“墨瓦蜡泥加总说”分出来为卷五，原卷五《四海总说》作卷六。李之藻為之序，《提要》说：“所纪皆绝域风土，为自古舆图所不载，故曰《职方外纪》”。乾隆年间撰修的《皇朝文献通考》，其“四裔考”多采纳《职方外纪》等书的内容，但又評其五大洲说“语涉荒诞……疑为勦说躗言。”。

## 目錄
原書《職方外纪》共五卷：
職方外纪卷之一: 亚细亚总说
- 包括亚细亚、南洋和地中海各岛。

職方外纪卷之二: 欧罗巴总说
職方外纪卷之三: 利未亚总说
職方外纪卷之四: 亚墨利加总说
職方外纪卷之五: 四海总说
《職方外纪》附有七幅地图：
- 万国全图
- 北舆全图
- 南舆全图
- 亚细亚图
- 欧罗巴图
- 利未亚图
- 南北亚墨利加图

## 书目
艾儒略《職方外纪校释》中华书局 ISBN 7-101-02059-3